# Plantago atrata
Plantago atrata är en grobladsväxtart. Plantago atrata ingår i släktet kämpar, och familjen grobladsväxter.

## Underarter
Arten delas in i följande underarter:
- P. a. atrata
- P. a. carpathica
- P. a. circassica
- P. a. fuscescens
- P. a. graeca
- P. a. holosericea
- P. a. spadicea
- P. a. ucrainica

## Bildgalleri

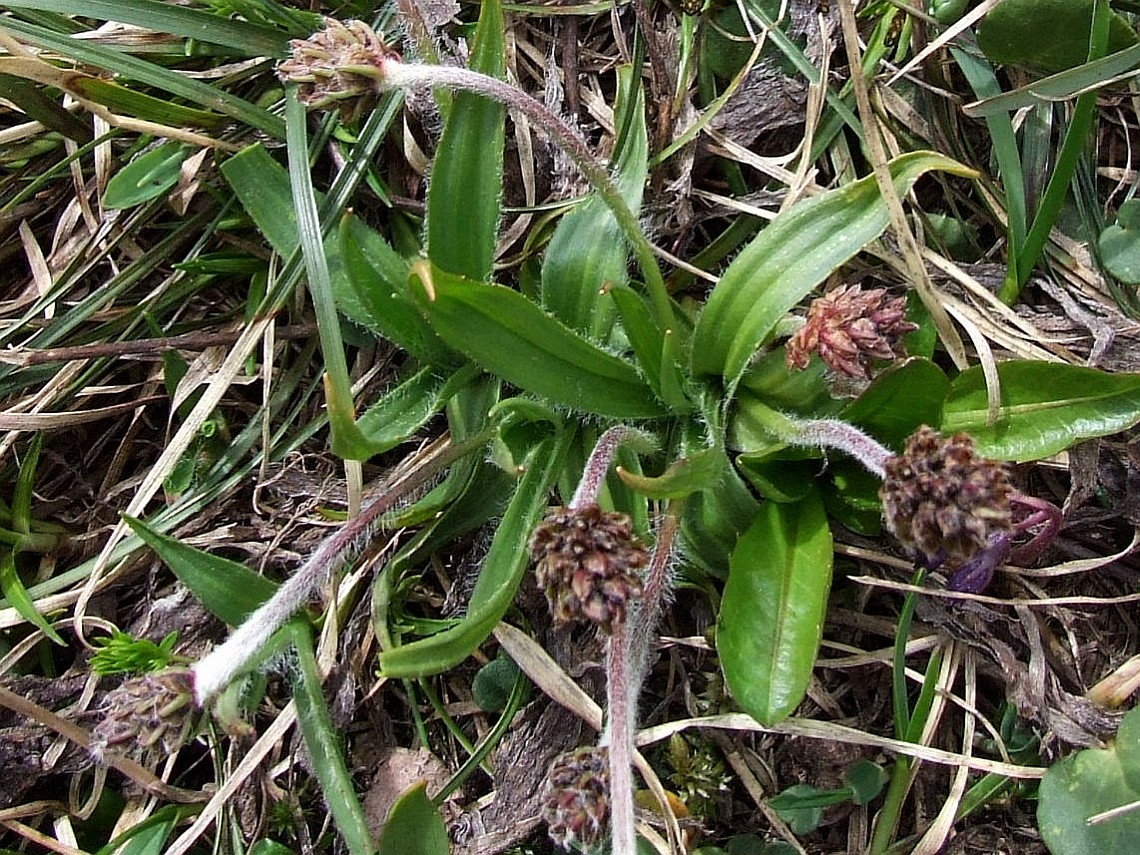
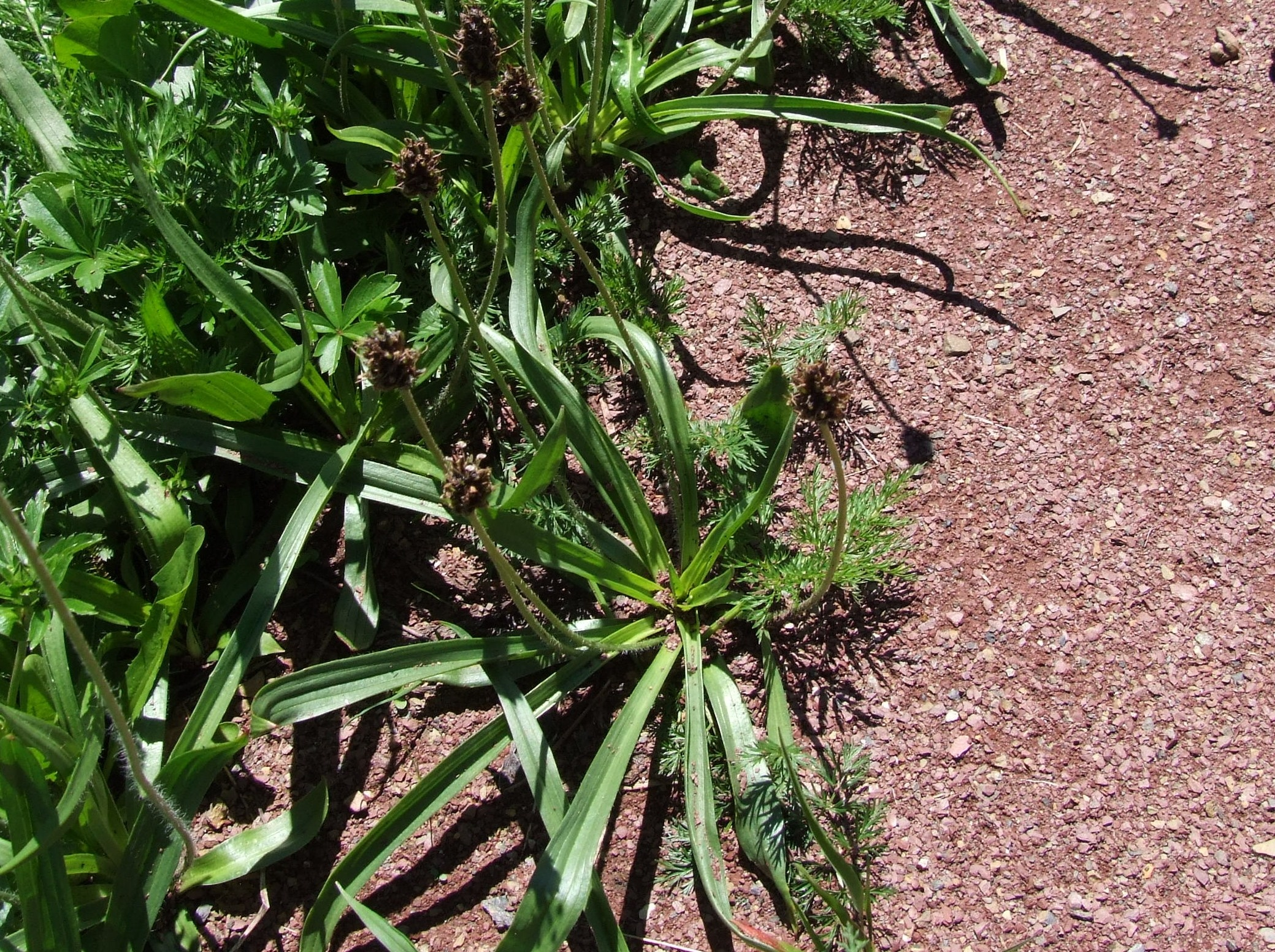
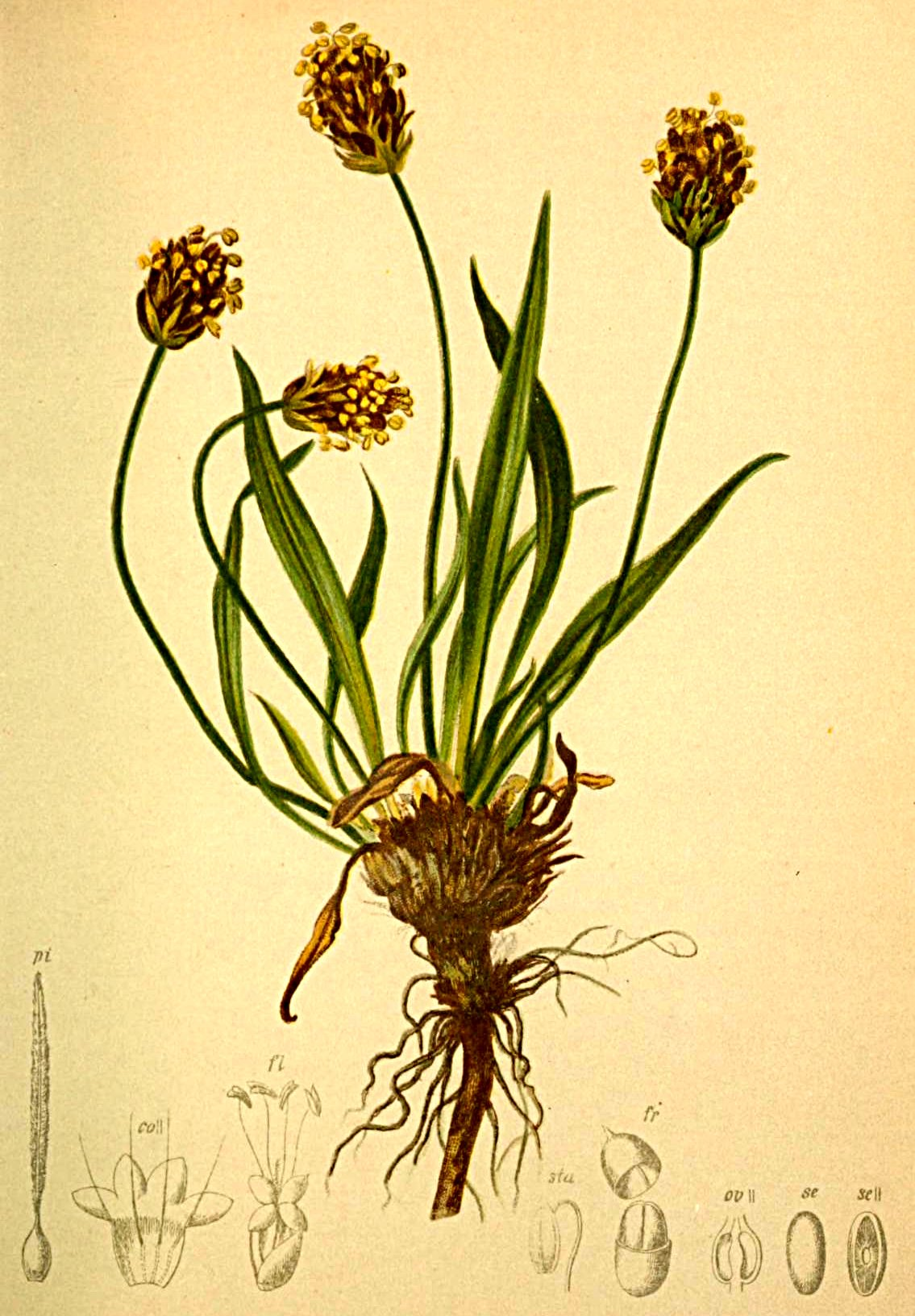
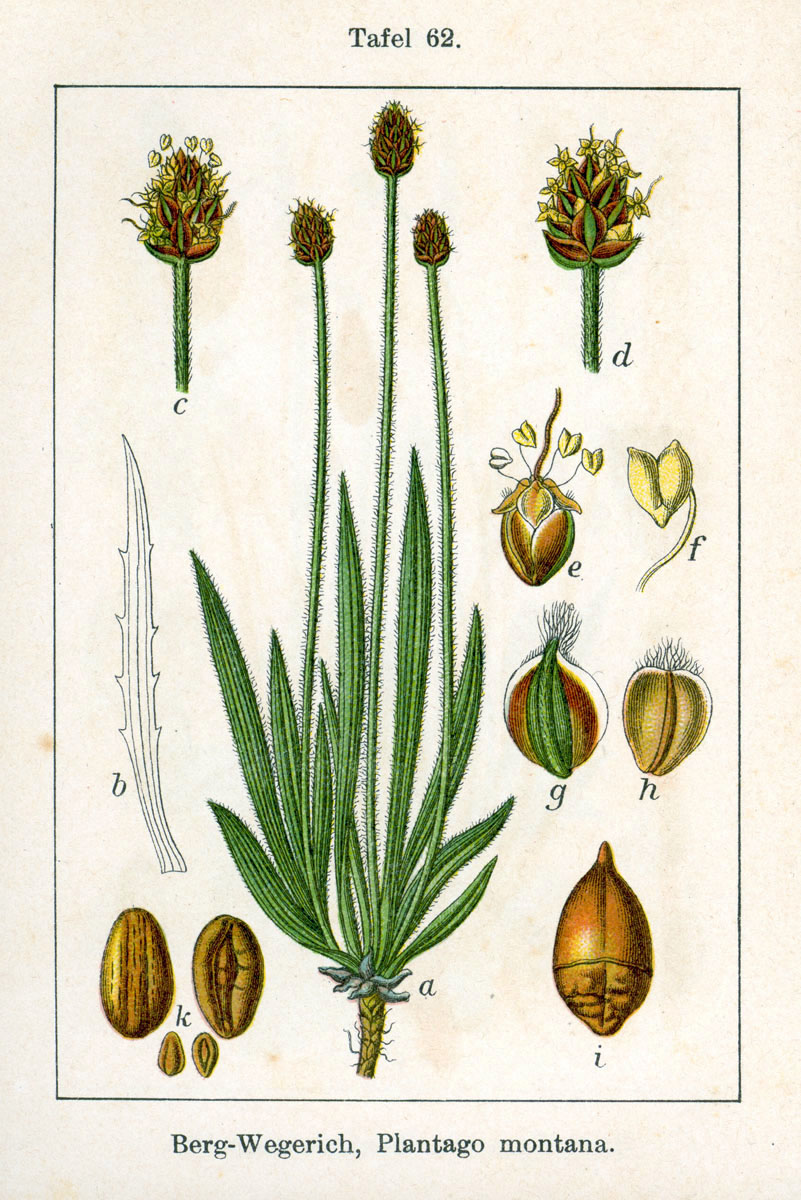